# Kim Kyong-il
Kim Kyong-Il (11 de dezembro de 1988), é um futebolista Norte-Coreano que atua como meia ou atacante. Atualmente, joga pelo Rimyongsu. Fez parte do grupo que disputou a Copa do Mundo de 2010.